# 전쟁모리배

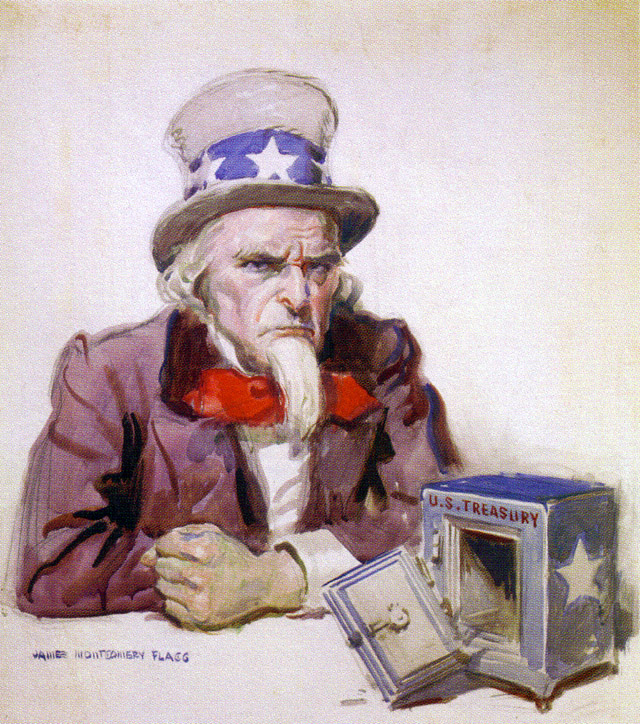

전쟁모리배(영어: war profiteer)는 전쟁이 일어났을 때, 무기를 비롯한 물자 판매로 이득을 보거나 또는 그 전쟁 자체로 이득을 얻게 된 사람 또는 집단을 말한다.

## 같이 보기
- 군수산업
- 용병
- 군산 복합체
- 매파